# Galeus antillensis
Galeus antillensis és una espècie de peix de la família dels esciliorrínids i de l'ordre dels carcariniformes.

## Hàbitat
És un peix marí que viu entre 150-700 m de fondària.

## Distribució geogràfica
Es troba a l'Atlàntic occidental central: Cuba, l'Hispaniola, Puerto Rico, Jamaica i moltes de les Illes de Sotavent fins a Martinica.